# 沃勒图尔努斯
沃勒图尔努斯（英語：Volturnus）古罗马神话与宗教中的神祇之一。在古罗马得到崇拜与供奉，八月二十七日为其祭祀节日。与之同名的河流为沃尔图诺河(Volturno)，具有重要地影响与积极意义。